# 可靠位元組流
可靠位元組流是一種常見的計算機網路服務範例；它代表一個字節流，其中從通信頻道內傳給接收者的每個位元組，都與發送者傳進頻道內的每個位元組相同，並且順序也相同（亦即沒有任何資料重置或損失）。
可靠位元組流網路傳輸協議的一個經典範例是傳輸控制協議（TCP），網際網路的其中一個重要基石。
然而，可靠位元組流並不是唯一的可靠傳輸協議範例；其他協議（像是SCTP）提供的是可靠資訊流，其定義是裡面的資料會被分成獨立的小單位，用類似獨立物件的概念提供給使用者。

## 機制
對實做可靠位元組流的傳輸協議，一般會使用一些並不可靠的低階傳輸，然後使用一些機制來提昇可靠性。在提昇可靠性上，ARQ協議扮演了一個非常重要的角色。
所有的資料都以一個序號作認證，這是用來確保資料是以正確的順序傳給另一端的使用者，以及用來檢查失去的資料是哪些。接收者會在成功收到資料後回傳一個確認通知（ACK）；如果沒有在合理的回傳時間內接收到確認通知，發送者的一個計時器會丟出逾時訊號，然後這個（我們認定已經失去的）資料會被重傳。校验和（checksum）會在檢查資料有否損毀時使用；在發送者傳輸任何資料區塊時，會先計算好校驗和，然後傳給接收者用來確認。錯誤或者喪失的資料會回傳給接收者，以讓接收者稍候可以重傳一份資料。任何多餘的重複資料都會被丟棄。